# Кониспол
Кониспол (на албански: Konispoli) e град в Албания. Населението му е 2123 жители (2011 г.). Намира се в часова зона UTC+1. Пощенският му код е 9705, а телефонния 0891. МПС кодът му е SR.